# Hypomma fulvum
Hypomma fulvum là một loài nhện trong họ Linyphiidae.
Cả con đực và cái có kích thước 2,4 – 3 mm. Chúng phân bố ở vùng sinh thái Cổ bắc giới.